# 加里寧格勒州立劇院

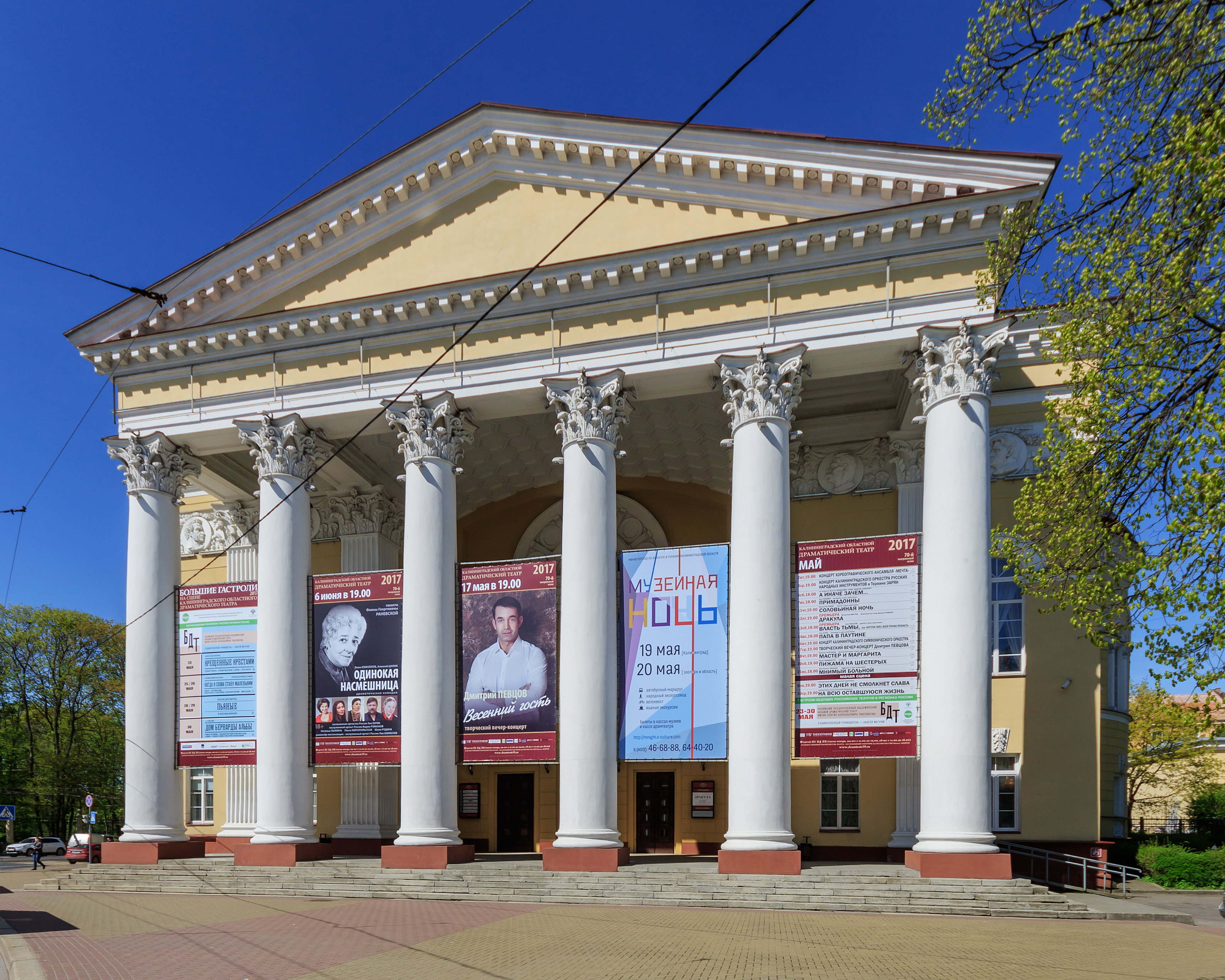
加里寧格勒州立劇院

加里寧格勒州立劇院（俄语：Калининградский областной драматический театр）是俄羅斯城市加里寧格勒的一座劇院。該劇院建築在第二次世界大戰時期被毀，但在1960年重新開放。 